# Jurinea elegans
Jurinea elegans là một loài thực vật có hoa trong họ Cúc. Loài này được (Steven) DC. mô tả khoa học đầu tiên.